# Khurai
Khurai é uma cidade e um município no distrito de Sagar, no estado indiano de Madhya Pradesh.

## Geografia
Khurai está localizada a 24° 03′ N, 78° 19′ L. Tem uma altitude média de 436 metros (1430 pés).

## Demografia
Segundo o censo de 2001, o município de Khurai tinha uma população de 51,108 habitantes. Os indivíduos do sexo masculino constituem 52% da população e os do sexo feminino 48%. Khurai tem uma taxa de literacia de 71%, superior à média nacional de 59,5%: a literacia no sexo masculino é de 78% e no sexo feminino é de 63%. Em Khurai, 15% da população está abaixo dos 6 anos de idade.